# Rosaleda de Provins
La Rosaleda de Provins en francés: Roseraie de Provins, es una rosaleda de unas 3 hectáreas de extensión, que está en Provins Francia.

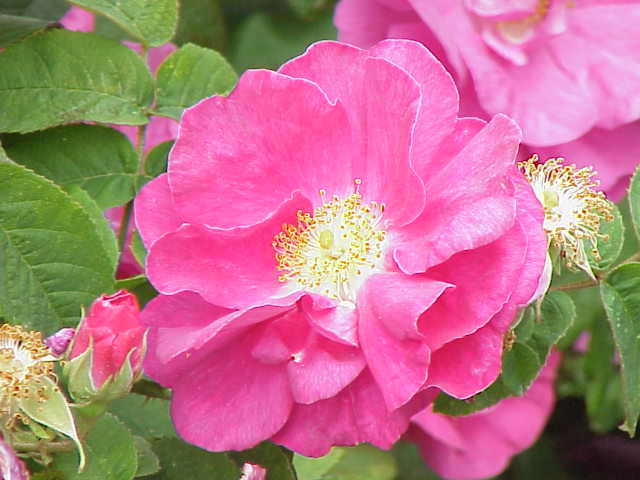
Rosa gallica officinalis doble.

## Localización
La rosaleda se encuentra en el departamento de Sena y Marne, en la comuna medieval Patrimonio de la Humanidad de Provins, a los pies de la parte alta del pueblo, entre la ciudad alta y la ciudad baja.
Roseraie de Provins, Provins, département du Seine-et-Marne, Île-de-France CP 77379 France-Francia.

## Historia
La leyenda nos dice que Thibaud IV de Champagne informó de la rosa de Provins (Rosa gallica Officinalis, variedad doble de Rosa gallica) en 1240 a la vuelta de una cruzada. 
Este reconocimiento habría incrementado la riqueza cultural de Provins.
La rosaleda fue creada a mediados del siglo XX por Jean Vizier.
Después de un periodo de abandono fue rehabilitada en 2008.

## Colecciones
La rosaleda alberga unas 300 variedades cultivares de rosas, que se presentan agrupadas según la historia de las rosas:
- Rosas antiguas de jardín,
- Rosas gallicas y rosas de Damas,
- Rosas híbrido de té
- Rosas modernas de jardín.[1]

Además alberga un jardín de simples, donde se agrupan plantas medicinales tradicionales.
En el antiguo edificio se exponen los utensilios que herramientas que albergaba así como arte popular y en la librería ofrecen libros sobre herramientas, la artesanía y los antiguos oficios.
La rosaleda también incluye una sala de exposiciones temporales.
Un salón de té con terraza completa las comodidades.